# Lophotis
Lophotis Reichenbach, 1848 è un genere di uccelli della famiglia Otididae.

## Tassonomia
Comprende le seguenti specie, viventi tutte in Africa:
- Lophotis savilei Lynes, 1920 - otarda di Savile
- Lophotis gindiana (Oustalet, 1881) - otarda crestafulva
- Lophotis ruficrista (A.Smith, 1836) - otarda crestarossa